# ヨハン・クライフ賞
ヨハン・クライフ賞（Johan Cruijff Prijs）は、オランダのプロサッカーリーグ、エールディヴィジとエールステ・ディヴィジ全体の年間最優秀タレント賞である。

## 概要
1984年以降、21歳以下の選手を対象にオランダ年間若手最優秀選手賞（Nederlands Talent van het Jaar）が授与されていたが、同賞は2003-04シーズン以降はヨハン･クライフ賞と変更され、年齢制限も撤廃された。受賞者にはトロフィーとヨハン･クライフ･コートの設置権が与えられる。
ヨハン・クライフ賞は2003年にヨハン・クライフ財団が創設したもので、現役選手が選出したそれまでの最優秀選手賞とは異なり、受賞者選考はヨハン・クライフやビム・ヤンセンなど、オランダの著名なサッカー指導者らが行う。クライフが亡くなった2016年の選考者は、フランク・デ・ブール、フィリップ・コクー、ヴィム・ヨンク、ヨン・ファン・デン・ブロム、ロン・ヤンス、フォッペ・デ・ハーン、ユーリ・ムルデル、ヴィリー・ドゥレンスであった。
受賞候補者の年齢制限はなく、その選手の技術や戦術、創造性、指導力、チームプレーなど14項目から審査される。なお、前シーズンのリーグ優勝チームとKNVBカップ優勝チームの間で戦われるヨハン・クライフ・スハールとは別物である。

## 受賞者

### オランダ年間若手最優秀選手賞
- 1984 - マリオ・ベーン（ オランダ／フェイエノールト）
- 1985 - フランス・ファン・ローイ（ オランダ／PSVアイントホーフェン）
- 1986 - アーロン・ヴィンター（ オランダ／アヤックス・アムステルダム）
- 1987 - ブライアン・ロイ（ オランダ／アヤックス・アムステルダム）
- 1988 - ピーター・ハウストラ（ オランダ／FCフローニンゲン）
- 1989 - リチャード・ビチュヘ（ オランダ／アヤックス・アムステルダム）
- 1990 - デニス・ベルカンプ（ オランダ／アヤックス・アムステルダム）
- 1991 - ハストン・タウメント（ オランダ／フェイエノールト）
- 1992 - マルク・オーフェルマルス（ オランダ／アヤックス・アムステルダム）
- 1993 - クラレンス・セードルフ（ オランダ／アヤックス・アムステルダム）
- 1994 - クラレンス・セードルフ（ オランダ／アヤックス・アムステルダム）
- 1995 - パトリック・クライファート（ オランダ／アヤックス・アムステルダム）
- 1996 - ヨン・ダール・トマソン（ デンマーク／SCヘーレンフェーン）
- 1997 - ボウデヴィン・ゼンデン（ オランダ／PSVアイントホーフェン）
- 1998/1999 - マルク・ファン・ボメル（ オランダ／フォルトゥナ・シッタート）
- 1999/2000 - アルノルト・ブルッヒンク（ オランダ／PSVアイントホーフェン）
- 2000/2001 - ラファエル・ファン・デル・ファールト（ オランダ／アヤックス・アムステルダム）
- 2001/2002 - ロビン・ファン・ペルシ（ オランダ／フェイエノールト）
- 2002/2003 - アリエン・ロッベン（ オランダ／PSVアイントホーフェン）
- 2003/2004 - ヨニー・ハイティンハ（ オランダ／アヤックス・アムステルダム）

### ヨハン・クライフ賞
- 2002/2003 - アリエン・ロッベン（ オランダ／PSVアイントホーフェン）
- 2003/2004 - ヴェスレイ・スナイデル（ オランダ／アヤックス・アムステルダム）
- 2004/2005 - サロモン・カルー（ コートジボワール／フェイエノールト）
- 2005/2006 - クラース・ヤン・フンテラール（ オランダ／アヤックス・アムステルダム）
- 2006/2007 - イブラヒム・アフェレイ（ オランダ／PSVアイントホーフェン）
- 2007/2008 - ミラレム・スレイマニ（ セルビア／SCヘーレンフェーン）
- 2008/2009 - エルイェロ・エリア（ オランダ／FCトゥウェンテ）
- 2009/2010 - グレゴリー・ファン・デル・ヴィール（ オランダ／アヤックス・アムステルダム）
- 2010/2011 - クリスティアン・エリクセン（ デンマーク／アヤックス・アムステルダム）
- 2011/2012 - アダム・マヘル（ オランダ／AZアルクマール）
- 2012/2013 - マルコ・ファン・ヒンケル（ オランダ／フィテッセ）
- 2013/2014 - デイヴィ・クラーセン（ オランダ／アヤックス・アムステルダム）
- 2015/2016 - フィンチェント・ヤンセン（ オランダ／AZアルクマール）
- 2016/2017 - カスパー・ドルベリ（ デンマーク／アヤックス・アムステルダム）
- 2017/2018 - マタイス・デ・リフト（ オランダ／アヤックス・アムステルダム）
- 2018/2019 - アンヘリーニョ（ スペイン／PSVアイントホーフェン）
- 2019/2020 - 受賞者なし
- 2020/2021 - ライアン・フラーフェンベルフ（ オランダ／アヤックス・アムステルダム）
- 2021/2022 - ユリエン・ティンバー（ オランダ／アヤックス・アムステルダム）